# Gummi-Mayer
Die Gummi-Mayer GmbH & Co. KG (eigene Schreibweise: GUMMI-MAYER) mit Sitz in Landau in der Pfalz war ein Hersteller runderneuerter Reifen und ein Reifenhändler. Nach Aufgabe der Runderneuerung und Verkauf der Reifenhandelssparte agiert das Unternehmen heute als Immobilienentwickler und -verwalter.
1969 galt das Unternehmen als Deutschlands größter Reifenhändler und Runderneuerer. Zu seinen Spitzenzeiten beschäftigte das Unternehmen rund 1.500 Mitarbeiter. Gegen Ende der 1980er-Jahre lag der Umsatz bei rund 500 Millionen D-Mark.

## Geschichte
1919 gründete Hans Mayer sen. eine Reparaturwerkstatt für Gummireifen und -schläuche und entwickelte ein Verfahren zur Runderneuerung von Reifen. Diese vertrieb er ab 1929 unter dem Markennamen „Gummi-Mayer“. Nach Ende des Zweiten Weltkriegs übertrug die französische Armee dem Unternehmen die Verteilung und Lagerung von Reifen für die von ihr kontrollierte französische Besatzungszone, so dass der Geschäftsbetrieb rasch wieder aufgenommen und ausgeweitet werden konnte.
Nach dem Tod des Gründers übernahm sein Sohn Hans Mayer jun. die Geschäftsführung.  Unter seiner Ägide entwickelte sich das Unternehmen zu einem der größten Reifenhändler. Das weltweit modernste Werk zur Reifen-Runderneuerungen wurde in Landau errichtet. Er verstarb 1987, das Unternehmen ging an seine Söhne Hans und Franz Mayer.
Veränderungen im Markt für Autoreifen führten 1990 zur Schließung des Runderneuerungswerkes, so dass Gummi-Mayer nur noch als Reifenhändler und Reifendienst aktiv war. 2001 fusionierte der Reifenhandel von Gummi-Mayer mit dem Stinnes-Reifendienst zur Viborg-Gruppe, welche 2002 in der heute zum Michelin-Konzern gehörenden Euromaster-Gruppe aufging.
Seither ist Gummi-Mayer in der Verwaltung und Entwicklung der unternehmenseigenen Immobilien tätig.

## Sponsoring
Von 1970 bis 1979 traten die Fußballmannschaften des ASV Landau unter dem Namen Gummi-Mayer Landau im ASV auf.